# 要請土地区画整理事業
要請土地区画整理事業（ようせいとちくかくせいりじぎょう）農住組合による土地区画整理事業#特定市街化区域農地の所有者が、当該自治体に施行の要請を行い、当該自治体が実施する土地区画整理事業。
特定市街化区域農地の固定資産税の課税の適正化に伴う宅地化促進臨時措置法第3条に基づき、一定の条件の土地の区域について事業概要を作成し、市がそれを受けて事業を施行する。
要請を受けた市は、特別の事由がない限り当該土地区画整理事業を施行しなければならない。
国土交通省（旧建設省所管）の市街地のまちづくり活性事業として施策に位置づけている土地区画整理事業のひとつ。
要請できる要件としては、建築敷地として利用されている土地が極めて少ないこと、2ヘクタール以上の規模であること、特定市街化区域農地の面積が地区全体面積の50パーセント以上であること、その他国土交通省令で定める基準に適合していること等がある。
本事業は、個人施行、組合施行では、所有者等が自ら土地区画整理事業を行う場合、自らの責任において事業を遂行しなければならないのに対し、これを市に委ねることができるメリットがある。